# ميخائيل فريدريك
ميخائيل فريدريك (6 مارس 1927 في باربادوس - 18 يونيو 2014 في جامايكا) (بالإنجليزية: Michael Frederick) هو لاعب كريكت باربادوسي. شارك مع منتخب جامايكا الوطني للكريكت ومنتخب باربادوس الوطني للكريكت. أما مع النوادي، فقد لعب مع نادي مقاطعة ديربيشاير للكريكت ‏.

## وصلات خارجية
- ميخائيل فريدريك على موقع إي آس بي آن كريك إنفو (الإنجليزية)